# Téléphérique de la montagne de la Table
Le téléphérique de la montagne de la Table – ou Table Mountain Aerial Cableway en anglais – est un téléphérique sud-africain permettant d'atteindre le sommet de la montagne de la Table, dans le parc national de la montagne de la Table, au Cap. Ouvert le 4 octobre 1929, il a été modernisé à plusieurs reprises.